# Главная астрономическая обсерватория Национальной академии наук Украины
Главная астрономическая обсерватория Национальной Академии Наук Украины (ГАО НАНУ) — украинская астрономическая обсерватория, расположенная в Голосеевском лесу в 12 км к югу от центра Киева (отсюда происходит её неофициальное название — Голосеевская обсерватория) на высоте 213 метров над уровнем моря. Основана 17 июля 1944 года по инициативе академика АН УССР А. Я. Орлова. Состоит из 8 научных отделов. Является учредителем Украинской Астрономической Ассоциации. У обсерватории есть филиал в Терсколе (Кабардино-Балкария, Северный Кавказ, Россия).
В честь обсерватории названа малая планета (15675) Голосеево

## Руководители обсерватории
- 1944—1948 — Орлов, Александр Яковлевич — академик АН УССР
- 1948—1951 — Цесевич, Владимир Платонович — член-корреспондент АН УССР
- 1951—1952 — Орлов, Александр Яковлевич — второй срок
- 1952—1959 — Яковкин, Авенир Александрович — член-корреспондент АН УССР
- 1959—1973 — Фёдоров, Евгений Павлович — академик АН УССР
- 1973—1975 — Коваль, Иван Кириллович — доктор физико-математических наук
- С 1975 г. — Яцкив, Ярослав Степанович — академик НАН Украины

## История обсерватории
Первое письмо от А. Я. Орлова с предложением постройки киевской первоклассной обсерватории в Президиум АН УССР датируется 24 октября 1938 года. Тогда было выбрано место современного Ботанического сада НАНУ в Киеве. В декабре того же года было принято решение о начале строительства обсерватории. С 1939 по 1941 годы в состав ГАО входила обсерватория Белый Слон в Карпатах.Но Вторая мировая война помешала выполнению данного плана. Сразу после освобождения Киева от немецких войск Орлов снова направляет в Президиум письмо с просьбой о создании обсерватории. 17 июля 1944 года Постановлением Совнаркома УССР было предписано создать Главную астрономическую обсерваторию АН УССР (ГАО). В этот раз местом для обсерватории Орлов выбрал поляну в Голосеевском лесу.
Председатель Совета Народных комиссаров УССР Никита Хрущёв весьма одобрительно отнёсся к идее строительства обсерватории. Над проектом работал академик архитектуры А. Щусев. Обсерватория была открыта в 1949 году.

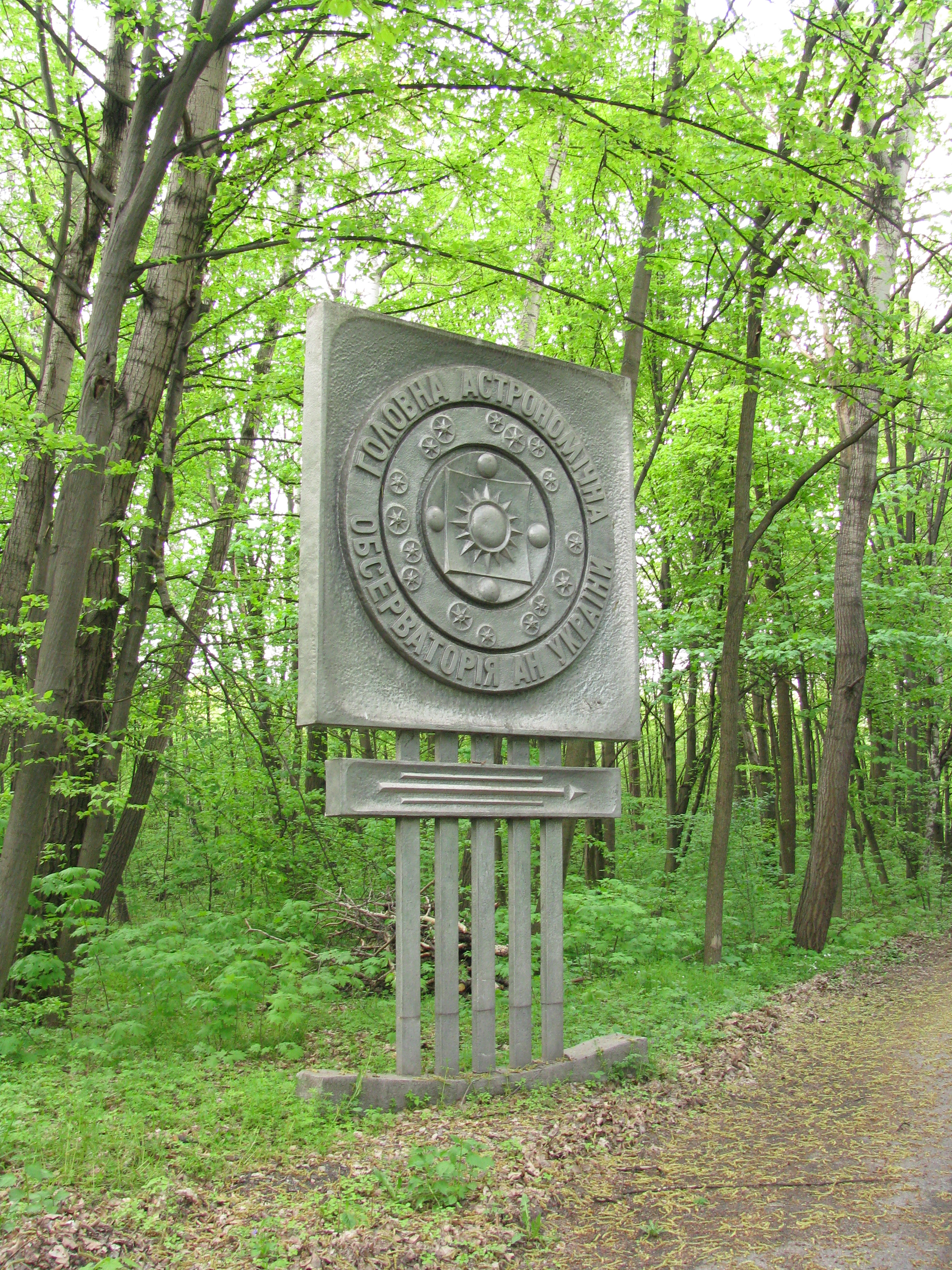
знак на въезде на территорию обсерватории
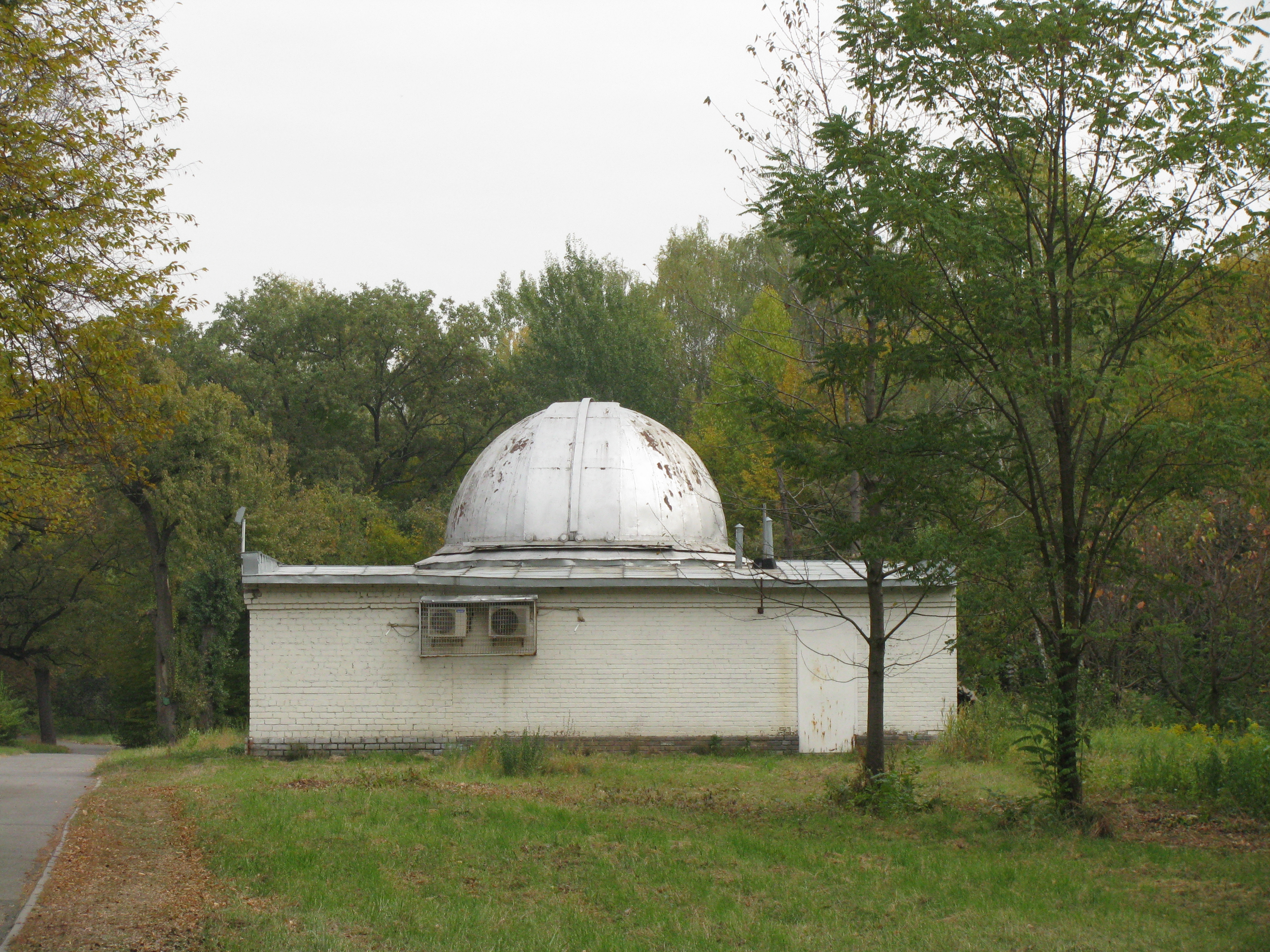
здание обсерватории (2010)
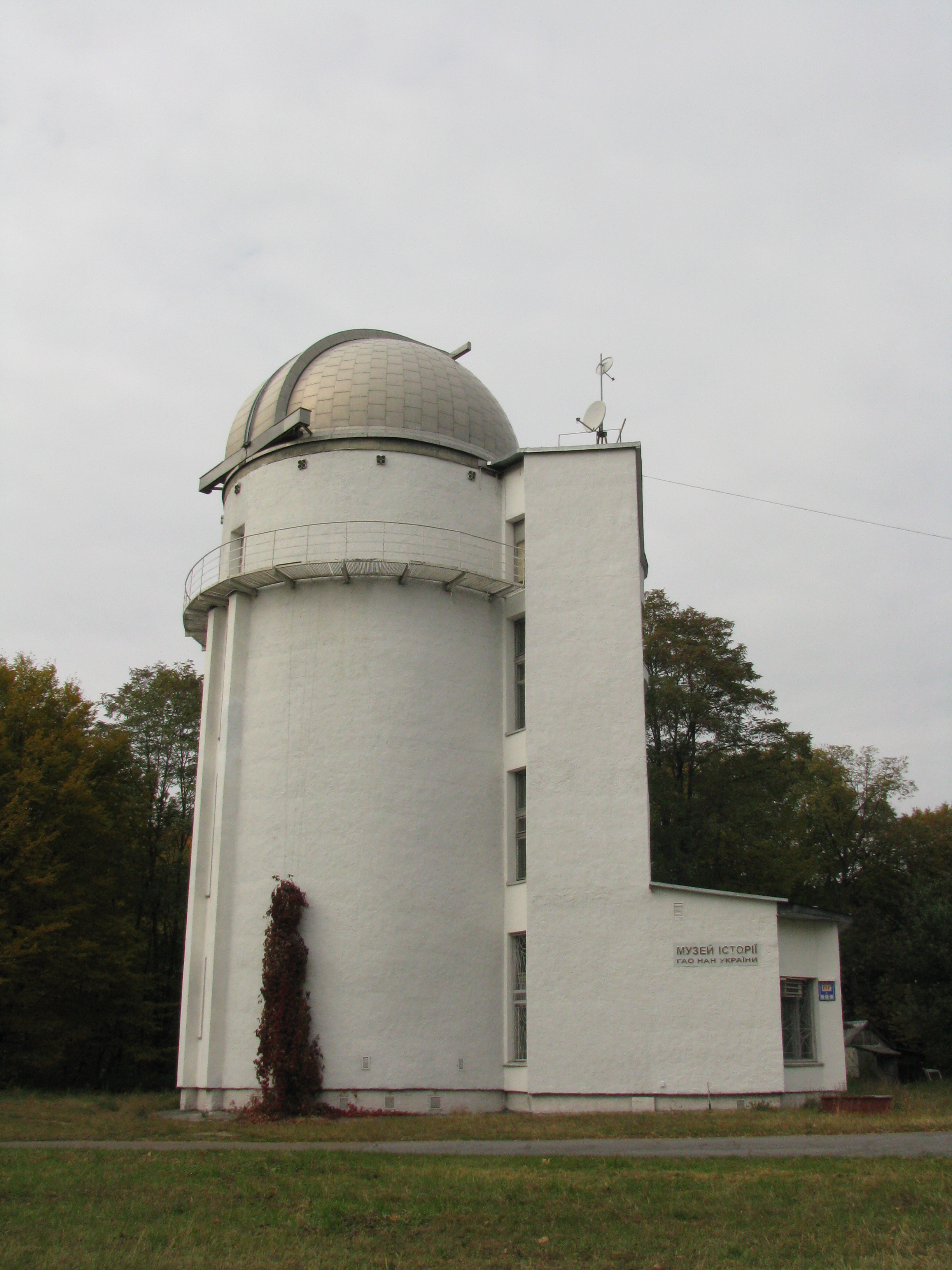
здание обсерватории (2010)

Её филиалом сделали разрушенную войной обсерваторию на горе Поп-Иван в Карпатах, построенную Варшавским университетом в 1938 году и предназначавшуюся для метеорологических и астрономических наблюдений. В послевоенные годы небольшой коллектив ГАО не смог возродить обсерваторию на горе Поп-Иван, филиал практически так и не функционировал. Первой основной тематикой работ была астрометрия, с учётом этого и были выбраны первые инструменты — они были доставлены из Германии по репарации. Далее тематика работ расширялась, и с ней расширялась техническая база ГАО.
Усилиями ГАО были построены наблюдательные базы на горе Майданак (Узбекистан), Боливийская национальная обсерватория (г. Тариха, Боливия) и высокогорная обсерватория на пике Терскол (3100 м, Приэльбрусье, Российская Федерация). Строительство последней было начато в 1970 году. Теперь этот филиал является одной из наблюдательных баз ГАО и с 1992 года входит в состав Международного центра астрономических и медико-экологических исследований (руководитель центра — к. ф.-м. н. В. К. Тарадий). На нем были установлены два крупных телескопа: 2-х метровый и 60-см Цейсы. В середине 2000-х годов 2-х метровый Цейс эксплуатируется совместно с РАН. С 1991 года обсерватория координирует деятельность учреждений Украины по проблеме координатно-временного обеспечения, участвует в выполнении государственной космической программы Украины и Государственной экологической программы.

## Отделы ГАО НАНУ
Первое (научно-исследовательское) отделение Главной астрономической обсерватории НАН Украины, по состоянию на 2022 год:
- отдел астрометрии и космической геодинамики;
  - лаборатория астрометрии;
- отдел атмосферной оптики и приборостроения;
- отдел физики субзвёздных и планетарных систем;
- отдел физики звёзд и галактик;
  - лаборатория физики малых тел Солнечной системы;
- отдел физики Солнца;
  - лаборатория быстротекущих процессов в звёздах;
- отдел физики звёзд и галактик;
  - лаборатория физики галактик с активным звездообразованием;
- отдел внегалактической астрономии и астроинформатики;
  - лаборатория крупномасштабной структуры Вселенной;
  - лаборатория космических лучей;
  - группа астроинформатики;

Второе (научно-образовательное) отделение:
- лаборатория методического и информационного обеспечения астрономического образования и науки (укр. МІЗОН-А);
- астрокосмический информационно-вычислительный центр;
- редакционно-издательский отдел;
- южная охранная станция «Маяки».

Музей истории ГАО НАН Украины — создан в 2004 году к 60-летию ГАО. В музее отражены страницы основания и развития обсерватории, хранятся первые телескопы. Отдельные стенды посвящены выдающимся сотрудникам.

## Инструменты обсерватории
- вертикальный круг Ваншаффа (D = 19 см, F = 2,5 м, астрометрия);
- малый солнечный телескоп со спектрографом (установлен в 1954 году);
- хромосферный телескоп (установлен в 1957 году);
- рефлектор АЗТ-2 (D = 70 см, F=3,1 м и F=10,5 м, установлен в 1959 году);
- горизонтальный солнечный телескоп АЦУ-5 (D = 44,5 см, F = 17 м, установлен в 1965 году);
- горизонтальный солнечный телескоп АЦУ-26 (установлен в 1989 году на пике Терскол);
- двойной широкоугольный астрограф (ДША) фирмы Цейс (D = 40 см, F = 2 м, установлен в 1975 году);
- телескоп ТПЛ-1 (D = 1 м, F = 21 м, лазерный дальномер ИСЗ, установлен в 1985 году)[1][5];
- АВР-2 (D=20 см, F=2,8 м, двухлинзовый ахромат, демонстрационный телескоп).
- ДДА — двойной длиннофокусный астрограф Тепфера-Штейнгеля, в данный момент является музейным экспонатом (D = 40 см, F = 5,5 м, астрометрия, установлен в 1946 году);
- Celestron 14" — Шмидт-Кассегрен

## Направления исследований
Основные:
- позиционная астрономия и космическая геодинамика;
- физика Солнца и тел Солнечной системы;
- физика и эволюция звёзд и галактик;
- физика космической плазмы;
- астрономическое и космическое приборостроение
- оптика атмосферы
- астрономическое и космическое приборостроение
- автоматизация процессов астрономических наблюдений и обработки астрономических данных

Подробно:
- фотографическая астрометрия и звёздная астрономия, фундаментальная астрометрия, астрометрия Солнечной системы, селенодезия и динамика Луны;
- исследования проблем теории вращения Земли; создание систем отсчёта на Земле и в космическом пространстве;
- исследование физических и эволюционных характеристик голубых карликовых галактик по данным наблюдений на лучших астрономических инструментах мира: БТА (САО РАН), космическом телескопе им. Хаббла, НМТ-установке в Аризоне (США) и др.;
- моделирование химической эволюции неправильных и дисковых галактик поздних типов, процессов возникновения и эволюции гигантских оболочек нейтрального водорода в галактиках различных типов, процессов формирования и эволюции галактик, анализ звёздных спектров с учётом отклонения от ЛТР и определения эволюционных изменений химического состава звёзд поздних спектральных классов, изучение эволюционных и физических характеристик звёзд разных типов;
- исследования скорой маломасштабной переменности звёзд, в частности по данным параллельных наблюдений с помощью системы пространственно разнесённых оптических телескопов;
- создание новых моделей импульсного выделения и преобразования энергии в солнечных вспышках; построение теории генерации электромагнитного излучения в солнечной атмосфере и магнитосфере Земли; изучения плазменных неустойчивостей на Солнце, в солнечном ветра и магнитосфере Земли;
- исследования по физике космических лучей и их взаимодействия с околоземной и межпланетным средой;
- изучение активных солнечных образований (протуберанцы, вспышки и др.) и спокойной фотосферы;
- изучения физики и оптических свойств атмосфер и поверхностей планет и их спутников, теория переноса излучения, а также астрономическое приборостроение;
- физика комет и инфракрасная астрономия;
- разработка аппаратуры и методики оптического мониторинга планетных атмосфер, в частности атмосферы Земли.

## Основные достижения[6]
- создан Атлас обратной стороны Луны по данным съёмки космического аппарата «Зонд-3»;
- создан каталог звёздных данных ФОНАК;
- впервые в мире созданы оригинальные спектральные, фотометрические и поляриметрические приборы, с помощью которых определены физические характеристики атмосфер Марса, Юпитера и Сатурна;
- академик Е. П. Фёдоров разработал первую в мире теорию нутации для модели абсолютно упругой Земли и определил параметры нутации по данным наблюдений;
- разработано семейство фотометрических моделей комет и физическая теория ядер комет;
- создан автоматический комплекс телескоп-ЭВМ для исследований фраунгоферова спектра Солнца, с помощью которого впервые в мире получено силы осцилляторов около 2000 линий 49 химических элементов;
- открыта голубая компактная галактика SBS 0335-052 с рекордным дефицитом тяжёлых элементов;
- разработаны оригинальные методы и программное обеспечение для наблюдений космических и астрономических объектов и обработки полученных данных;
- разработана технология изготовления многокомпонентных ахроматических и суперахроматических фазосдвигающих пластин.

ГАО НАНУ была инициатором и участником международных программ и проектов, в частности создание каталога слабых звёзд и фотографического обзора неба, наблюдение кометы Галлея (СОПРОГ), определение вариаций глобальных характеристик Солнца, а также принимала участие в подготовке и осуществлении космических проектов «ВЕГА», «ФОБОС», «КОРОНАС» и других.

## Известные сотрудники
- Гаврилов, Игорь Владимирович
- Орлов, Александр Яковлевич
- Цесевич, Владимир Платонович
- Яковкин, Авенир Александрович
- Яцкив, Ярослав Степанович

## Адрес обсерватории
Украина, Киев, 03680, ул. Академика Заболотного, д.27